# Bahnstrecke Metz-Ville–Zoufftgen
| Regionalzug der Baureihe 2200 der CFL in Florange, rechts die Gleise zur Bahnstrecke Mohon–Thionville |                      |                                                                                                |                                                                                                |
| Streckennummer (SNCF): | 180 000              |                                                                                                |                                                                                                |
| Streckenlänge: | 55 km                |                                                                                                |                                                                                                |
| Spurweite: | 1435 mm (Normalspur) |                                                                                                |                                                                                                |
| Stromsystem: | 25 kV – 50 Hz ~      |                                                                                                |                                                                                                |
| Streckengeschwindigkeit: | 160 km/h             |                                                                                                |                                                                                                |
| Zweigleisigkeit: | ja                   |                                                                                                |                                                                                                |
| |                      |                                                                                                |                                                                                                |
| \| \| \| Forbacher Bahn von Béning und von Nancy \| \| \| \| 154,3 \| Metz-Ville \| 178 m \| \| \| \| Bahnstrecke Metz–Anzeling nach Völklingen ü. Anzeling \| \| \| \| 154,9 \| Umgehungsbahn Metz-Stadt \| Umgehungsbahn Metz-Stadt \| \| \| 155,1 \| Seille (22 m) \| Seille (22 m) \| \| \| 156,8 \| Metz-Chambière 1943: Metz-Schlachthof \| 172 m \| \| \| 157,6 \| Mosel (165 m) \| Mosel (165 m) \| \| \| 157,8 \| A31 (46 m) \| A31 (46 m) \| \| \| 158,5 \| Metz-Nord 1943: Metz-Nord \| 171 m \| \| \| 159,8161,4 \| Umgehungsbahn West (Woippy) \| Umgehungsbahn West (Woippy) \| \| \| 160,2 \| Woippy 1943: Metz-Wappingen \| 169 m \| \| \| 164,0 \| Abstellbahnhof Woippy \| Abstellbahnhof Woippy \| \| \| 165,5 \| A4 \| A4 \| \| \| 167,7 \| Maizières-lès-Metz 1943: Machern (b Metz) \| Maizières-lès-Metz 1943: Machern (b Metz) \| \| \| 168,7 \| Walygator Parc seit 1989 \| Walygator Parc seit 1989 \| \| \| 171,9 \| Hagondange 1943: Hagendingen \| Hagondange 1943: Hagendingen \| \| \| \| \| \| \| \| 172,1173,4 \| Bahnstrecke Saint-Hilaire-au-Temple–Hagondange von und nach Châlons-en-Champagne \| Bahnstrecke Saint-Hilaire-au-Temple–Hagondange von und nach Châlons-en-Champagne \| \| \| \| \| \| \| \| 174,4 \| Orne (58 m) \| Orne (58 m) \| \| \| 175,0 \| Richemont 1943: Reichersberg (Westmark) \| Richemont 1943: Reichersberg (Westmark) \| \| \| 176,8 \| A 30 \| A 30 \| \| \| 177,1181,2 \| Betriebsstelle \| Betriebsstelle \| \| \| 181,9 \| Uckange 1943: Ückingen \| Uckange 1943: Ückingen \| \| \| \| Bahnstrecke Mohon–Thionville von und nach Mohon \| \| \| \| 187,2 \| A 31 (35 m) \| A 31 (35 m) \| \| \| 187,3 \| Mosel, Viaduc de Thionville-Sud (170 m) \| Mosel, Viaduc de Thionville-Sud (170 m) \| \| \| 188,0 \| Thionville 1943: Diedenhofen \| 155 m \| \| \| \| \| \| \| \| 188,2 \| Bahnstrecke Thionville–Trier nach Trier und Bahnstrecke Völklingen–Thionville nach Bouzonville \| Bahnstrecke Thionville–Trier nach Trier und Bahnstrecke Völklingen–Thionville nach Bouzonville \| \| \| \| \| \| \| \| 189,2 \| Mosel, Viaduc de Thionville-Nord (160 m) \| Mosel, Viaduc de Thionville-Nord (160 m) \| \| \| 195,0 \| Hettange-Grande 1943: Großhettingen \| 184 m \| \| \| 195,3 \| Bahnstrecke Hettange-Grande–Entrange nach Entrange \| Bahnstrecke Hettange-Grande–Entrange nach Entrange \| \| \| 201,0 \| Zoufftgen 1943: Suftgen \| 241 m \| \| \| 201,9 \| A 31 \| A 31 \| \| \| 203,80,0 \| Grenze Frankreich/Luxemburg \| Grenze Frankreich/Luxemburg \| \| \| \| Luxemburg Ligne 6 (CFL) \| \| |                      |                                                                                                |                                                                                                |
| Strecke |                      | Forbacher Bahn von Béning und von Nancy                                                        | Forbacher Bahn von Béning und von Nancy                                                        |
| Bahnhof | 154,3                | Metz-Ville                                                                                     | 178 m                                                                                          |
| Abzweig geradeaus und ehemals nach rechts |                      | Bahnstrecke Metz–Anzeling nach Völklingen ü. Anzeling                                          | Bahnstrecke Metz–Anzeling nach Völklingen ü. Anzeling                                          |
| Abzweig geradeaus und von rechts | 154,9                | Umgehungsbahn Metz-Stadt                                                                       | Umgehungsbahn Metz-Stadt                                                                       |
| Brücke über Wasserlauf | 155,1                | Seille (22 m)                                                                                  | Seille (22 m)                                                                                  |
| ehemaliger Bahnhof | 156,8                | Metz-Chambière 1943: Metz-Schlachthof                                                          | 172 m                                                                                          |
| Brücke über Wasserlauf | 157,6                | Mosel (165 m)                                                                                  | Mosel (165 m)                                                                                  |
| Strecke mit Straßenbrücke | 157,8                | A31 (46 m)                                                                                     | A31 (46 m)                                                                                     |
| Bahnhof | 158,5                | Metz-Nord 1943: Metz-Nord                                                                      | 171 m                                                                                          |
| Abzweig geradeaus und von links | 159,8161,4           | Umgehungsbahn West (Woippy)                                                                    | Umgehungsbahn West (Woippy)                                                                    |
| Bahnhof | 160,2                | Woippy 1943: Metz-Wappingen                                                                    | 169 m                                                                                          |
| Dienststation / Betriebs- oder Güterbahnhof | 164,0                | Abstellbahnhof Woippy                                                                          | Abstellbahnhof Woippy                                                                          |
| Strecke mit Straßenbrücke | 165,5                | A4                                                                                             | A4                                                                                             |
| Bahnhof | 167,7                | Maizières-lès-Metz 1943: Machern (b Metz)                                                      | Maizières-lès-Metz 1943: Machern (b Metz)                                                      |
| Haltepunkt / Haltestelle | 168,7                | Walygator Parc seit 1989                                                                       | Walygator Parc seit 1989                                                                       |
| Bahnhof | 171,9                | Hagondange 1943: Hagendingen                                                                   | Hagondange 1943: Hagendingen                                                                   |
| |                      |                                                                                                |                                                                                                |
| Abzweig geradeaus, nach links und von links | 172,1173,4           | Bahnstrecke Saint-Hilaire-au-Temple–Hagondange von und nach Châlons-en-Champagne               | Bahnstrecke Saint-Hilaire-au-Temple–Hagondange von und nach Châlons-en-Champagne               |
| |                      |                                                                                                |                                                                                                |
| Brücke über Wasserlauf | 174,4                | Orne (58 m)                                                                                    | Orne (58 m)                                                                                    |
| ehemaliger Bahnhof | 175,0                | Richemont 1943: Reichersberg (Westmark)                                                        | Richemont 1943: Reichersberg (Westmark)                                                        |
| Strecke mit Straßenbrücke | 176,8                | A 30                                                                                           | A 30                                                                                           |
| Dienststation / Betriebs- oder Güterbahnhof | 177,1181,2           | Betriebsstelle                                                                                 | Betriebsstelle                                                                                 |
| Bahnhof | 181,9                | Uckange 1943: Ückingen                                                                         | Uckange 1943: Ückingen                                                                         |
| Abzweig geradeaus, nach links und von links |                      | Bahnstrecke Mohon–Thionville von und nach Mohon                                                | Bahnstrecke Mohon–Thionville von und nach Mohon                                                |
| Strecke mit Straßenbrücke | 187,2                | A 31 (35 m)                                                                                    | A 31 (35 m)                                                                                    |
| Brücke über Wasserlauf | 187,3                | Mosel, Viaduc de Thionville-Sud (170 m)                                                        | Mosel, Viaduc de Thionville-Sud (170 m)                                                        |
| Bahnhof | 188,0                | Thionville 1943: Diedenhofen                                                                   | 155 m                                                                                          |
| |                      |                                                                                                |                                                                                                |
| Abzweig geradeaus und nach rechts | 188,2                | Bahnstrecke Thionville–Trier nach Trier und Bahnstrecke Völklingen–Thionville nach Bouzonville | Bahnstrecke Thionville–Trier nach Trier und Bahnstrecke Völklingen–Thionville nach Bouzonville |
| |                      |                                                                                                |                                                                                                |
| Brücke über Wasserlauf | 189,2                | Mosel, Viaduc de Thionville-Nord (160 m)                                                       | Mosel, Viaduc de Thionville-Nord (160 m)                                                       |
| Bahnhof | 195,0                | Hettange-Grande 1943: Großhettingen                                                            | 184 m                                                                                          |
| Abzweig geradeaus und ehemals nach links | 195,3                | Bahnstrecke Hettange-Grande–Entrange nach Entrange                                             | Bahnstrecke Hettange-Grande–Entrange nach Entrange                                             |
| ehemaliger Bahnhof | 201,0                | Zoufftgen 1943: Suftgen                                                                        | 241 m                                                                                          |
| Strecke mit Straßenbrücke | 201,9                | A 31                                                                                           | A 31                                                                                           |
| Grenze | 203,80,0             | Grenze Frankreich/Luxemburg                                                                    | Grenze Frankreich/Luxemburg                                                                    |
| Strecke |                      | Luxemburg Ligne 6 (CFL)                                                                        | Luxemburg Ligne 6 (CFL)                                                                        |

Die Bahnstrecke Metz-Ville–Zoufftgen ist eine zweigleisige, elektrifizierte Bahnstrecke der SNCF, die Frankreich mit Luxemburg verbindet.

## Geografische Lage
Die Strecke verläuft nahezu in Nord-Süd-Richtung und ist 55 Kilometer lang. Im Bahnhof Thionville zweigt die Bahnstrecke Thionville–Trier in Richtung Deutschland ab.

## Geschichte

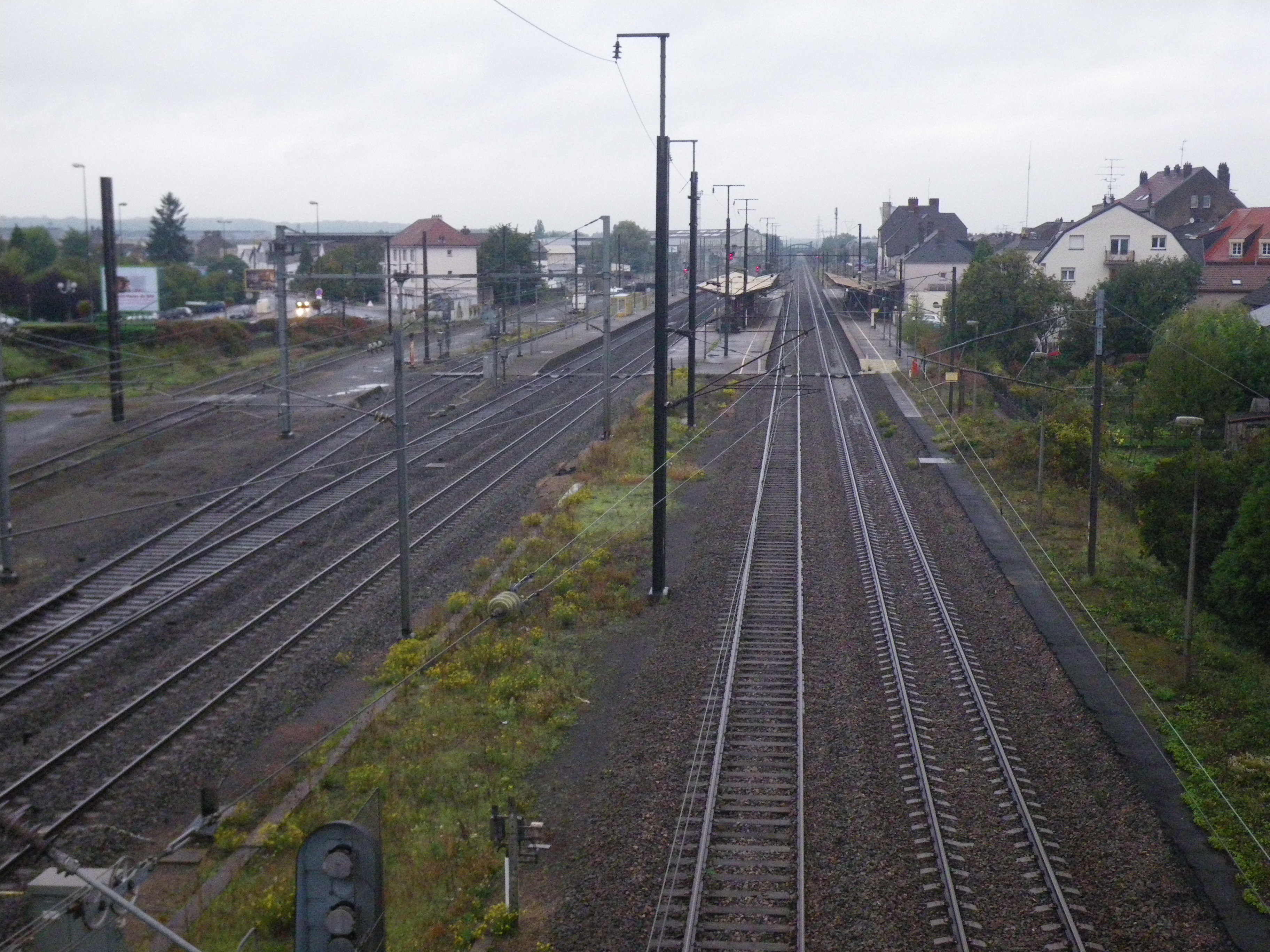
Bahnhof Hagondange

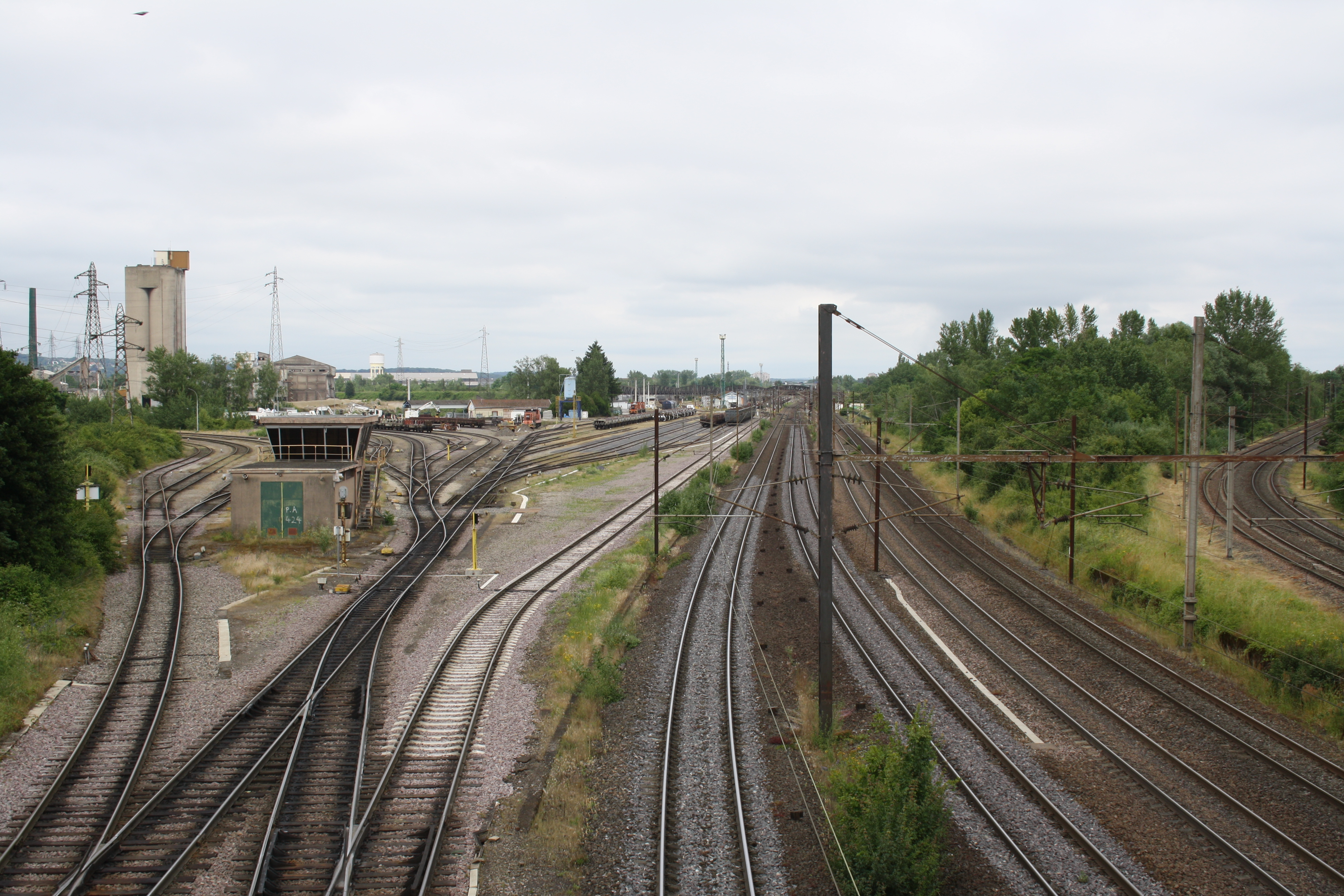
Bahnhof Ebange

Ursprünglich hatte die Wilhelm-Luxemburg-Bahn-Gesellschaft (GL) die Konzession inne. Der Abschnitt zwischen Metz und Thionville wurde am 16. September 1854 eröffnet. Ein am 10. Juni 1857 unterzeichnete Staatsvertrag zwischen Frankreich und Luxemburg vereinbarte den Betrieb einer internationalen Eisenbahnstrecke zwischen beiden Staaten und die Reststrecke mit Grenzübertritt ging 1859 in Betrieb.
Bis 1871 gehörte die Strecke zum Netz der Compagnie des Chemins de fer de l’Est, deren im Reichsland Elsaß-Lothringen liegende Strecken mit dem Friedensvertrag am Ende des  Deutsch-Französischen Kriegs zugunsten der Reichseisenbahnen in Elsaß-Lothringen verstaatlicht wurden. Die Moselbrücke südlich des Bahnhofs Dietenhofen (heute: Thionville) wurde 1895–1898 fünfgleisig ausgebaut und trug neben den beiden Gleisen der Strecke Metz-Ville–Zoufftgen noch die beiden Gleise der Bahnstrecke Mohon–Thionville und ein Gleis der Werksbahn von de Wendel.
Nachdem Lothringen 1919 wieder französisch war, trat die Administration des chemins de fer d’Alsace et de Lorraine (AL) die Nachfolge der EL an, die wiederum 1938 in der SNCF aufging.
Seit 1956 ist die Strecke elektrifiziert. Im Bereich des zweigleisigen Abzweigs zur Bahnstrecke Mohon–Thionville liegt der nicht mehr im Personenverkehr betriebene Bahnhof Ebange als Übergabebahnhof zu den Werken von ArcelorMittal in Florange/Thionville und Hayange.

## Verkehr

### Historisch
Vor dem Zweiten Weltkrieg gab es auf der Strecke eine Schlafwagenverbindung München–Straßburg–Metz–Luxemburg–Calais.

### Gegenwart
Auf der Strecke verkehren heute sowohl Züge des Nahverkehrs als auch der TGV. Mindestens stündlich verkehren (taktlos) Züge nach Luxemburg. In Frankreich ist für die Personenbeförderung der TER Lorraine zuständig, der diese Strecke unter der Streckennummer 1 führt. Hinter der Grenze zu Luxemburg bei Zoufftgen schließt die Bahnstrecke Luxemburg–Bettemburg Grenze an, die von der CFL als Linie 90 geführt wird. Innerhalb der beiden Länder ist der Takt dichter.